# En fransman i London
En fransman i London (franska: Monsieur Ripois) är en fransk-brittisk dramakomedi från 1954 i regi av René Clément.
Filmen baseras på Louis Hémons roman med samma namn.

## Utmärkelser
En fransman i London vann Prix du Jury vid Filmfestivalen i Cannes 1954.

## Rollista i urval
- Gérard Philipe - Andre Ripois
- Natasha Parry - Patricia
- Valerie Hobson - Catherine Ripois
- Joan Greenwood - Norah
- Margaret Johnston - Anne
- Germaine Montero - Marcelle
- Percy Marmont - Catherines far
- Diana Decker - Diana
- Bill Shine - bartender
- Eric Pohlmann - pensionatsägaren